# Un panino una birra e poi...
Un panino una birra e poi..., pubblicato nel 2001, è il trentaduesimo album in studio della cantante italiana Ornella Vanoni.

## Il disco
Progetto ideato dalla stessa Vanoni, il disco include cover di canzoni in originale eseguite da vari complessi italiani e un inedito, Respirando, di Alberto Salerno e Damiano Dattoli, arrangiate da Mario Lavezzi e Carlo Gargioni.
Francesco Guccini, autore di Dio è morto, partecipa come guest star al brano omonimo.
Il titolo dell'album è tratto da un verso del brano Vendo casa.
È l'ultimo album dell'artista inciso per la CGD.

## Tracce
1. Io mi fermo qui (versione originale: Dik Dik)
2. Dio è morto (versione originale: Nomadi) (feat Francesco Guccini)
3. Vendo casa (versione originale: Dik Dik)
4. Solo tu (versione originale: Matia Bazar)
5. Moby Dick (versione originale: Banco del Mutuo Soccorso)
6. 'A canzuncella (versione originale: Alunni del Sole)
7. Respirando (D. Dattoli-A. Salerno) unico inedito
8. Bang bang (versione originale: Equipe 84)
9. Concerto  (versione originale: Alunni del Sole)
10. Io vagabondo (che non sono altro)  (versione originale: Nomadi)
11. Casa mia (versione originale: Nuova Equipe 84)
12. Una ragazza in due (Down Came the Rain) (versione originale: i Giganti)
13. 29 settembre (versione originale: Equipe 84)

## Formazione
- Ornella Vanoni – voce
- Gianfranco Lombardi – arrangiamenti
- Claudio Bazzari – chitarra acustica
- Natalio Mangalavite – tastiera, pianoforte
- Toti Panzanelli – chitarra acustica, chitarra elettrica
- Francesco Saverio Porciello – chitarra classica
- Carlo Gargioni – tastiera, pianoforte
- Roberto Baldi – programmazione
- Cesare Chiodo – basso
- Alfredo Golino – batteria
- Paolo Fresu – tromba
- Roberta Faccani, Silvio Pozzoli – cori